# Otto Kamenzin
Otto Kamenzin (* 10. November 1909 in Durlach; † 23. Januar 1944 in Wilhelmshaven) war ein deutscher Fußballspieler, der als Defensivspieler von 1933/34 bis 1939/40 beim VfR Mannheim in der Gauliga Baden aktiv gewesen ist. In den Jahren 1935, 1938 und 1939 gewann der zumeist als Mittelläufer im damals praktizierten WM-System eingesetzte Defensivspezialist mit den Rasenspielern aus Mannheim drei Meisterschaften. Von 1935 bis 1938 absolvierte Kamenzin für den VfR Mannheim 10 Spiele in der Endrunde um die deutsche Fußballmeisterschaft, ehe 1943 als Marinesoldat in Reihen der SpVgg Wilhelmshaven noch ein elfter Einsatz hinzukam.

## Sportliche Laufbahn

### Bezirksliga Rhein und Gauliga Baden, 1929–1940
Otto Kamenzin wurde als zweiter Sohn des Kaufmanns Karl Kamenzin im Karlsruher Stadtteil Durlach geboren und wo er auch zur Schule ging. Zu Beginn der 20er-Jahre zog die Familie nach Mannheim, wo sich Otto dem VfR Mannheim anschloss und erfolgreich die Schüler- und Jugendmannschaften der blau-weiß-roten Rasenspieler durchlief. In der 1. Junioren-Mannschaft des VfR spielte der talentierte Abwehrspieler 1927 bereits mit den späteren Ligakollegen Kurt Langenbein und Paul Hoßfelder zusammen.
Ab der Saison 1929/30 gehörte der junge Defensivspieler dem Spielerkader des VfR Mannheim im Bezirk Rhein/Saar, Gruppe Rhein an. Sein erstes Spiel in der Bezirksliga datiert vom 25. August 1929, als der Nachwuchsspieler bei einer 1:2-Niederlage gegen den amtierenden Meister des Rheinbezirks VfL Neckarau in einem Lokalderby in der Läuferreihe des VfR debütierte. Bei Zeilinger ist aber bereits die Teilnahme von Kamenzin im Derby am 14. April 1929 auf dem VfR-Platz gegen Waldhof notiert. Er wird dort als Mittelläufer bei der 2:3-Heimniederlage in der Trostrunde der Gruppe Nordwest 1928/29 um die süddeutsche Meisterschaft aufgeführt.  Auf jeden Fall wurde Kamenzin schnell Stammspieler, konnte aber mit dem VfR in den letzten vier Jahren der Bezirksliga von 1929/30 bis 1932/33 keine vorderen Ränge erobern; mit dem fünften Rang endete 1932/33 das Kapitel der alten Bezirksliga. Mit seinen Leistungen spielte sich der 1,86 m große ausgezeichnete Kopfballspieler, der auch mit guter Spielübersicht und einem präzisen Zuspiel ausgestattet war, in diesen Jahren in die Stadtauswahl von Mannheim. Er kam in Spielen gegen MTK Hungaria Budapest, Ludwigshafen und WAC Wien von 1930 bis 1933 zum Einsatz.
Ab der Saison 1933/34 startete die zentralere Gauliga Baden und auf Anhieb spielte Kamenzin mit seinen VfR-Mannschaftskollegen um die Meisterschaft mit. Im Debütjahr erreichten die Blau-Weiß-Roten mit einem Punkt Rückstand hinter dem SV Waldhof die Vizemeisterschaft. Durch den Erfolg der Vizemeisterschaft spielte sich Kamenzin auch in die verschiedenen Auswahlteams von Mannheim (Stadtauswahl), Gauauswahl Baden, sowie am 21. Mai 1934 in Saarbrücken in die süddeutsche Auswahl bei einem 3:0-Erfolg gegen die Auswahl von Westdeutschland. Er agierte dabei immer auf der zentralen Mittelläuferposition. Im zweiten Jahr Gauliga, 1934/35, errang der langjährige Spielführer des VfR mit seinen Mannschaftskollegen durch zwei Punkte Vorsprung vor Phönix Karlsruhe den ersten Meisterschaftsgewinn. In der Hinrunde verlor der VfR das Derby gegen den SV Waldhof am 18. November 1934 mit 1:2, in der Rückrunde gelang am 24. Februar 1935 mit einem 2:1 die Revanche. Zuvor hatte der VfR am 13. Januar 1935 im „tief verschneiten Wildpark“  mit 1:2 gegen den FC Phönix Karlsruhe verloren. In der Allgemeinen Sportzeitung war am 14. Januar nachzulesen: „Ihr bester Mann war zweifellos Kamenzin, der ein ganz groß angelegtes Mittelläuferspiel zeigte. […] Dieser Spieler ragte triumphal über alle heraus. Er legte ein Mittelläuferspiel von so hochstehender Qualität hin, wie man es nur selten sieht. Alle Superlative dürfen für sein Spiel Anwendung finden. Er war schlechthin klasse.“ In der Endrunde um die deutsche Fußballmeisterschaft tat sich Kamenzin mit dem VfR schwer. Der Gaumeister aus Baden belegte mit schwachen 2:10 Punkten, deutlich abgeschlagen hinter dem VfL Benrath und Phönix Ludwigshafen, den dritten Rang. Mit dem Gau Baden absolvierte Kamenzin in dieser Saison Spiele gegen den Gau Niederrhein, Niedersachsen, Württemberg und Brandenburg.
Die Titelverteidigung glückte 1935/36 nicht (4. Rang), 1936/37 rückten Kamenzin und Kollegen wieder mit dem 2. Rang nach vorne. In den beiden Lokalderbys gegen SV Waldhof am 6. Dezember 1936 (1:1) beziehungsweise 28. Februar 1937 bei einer torreichen 4:7-Niederlage bildete Kamenzin jeweils mit dem Verteidigerpaar Albert Conrad und Eugen Rößling sowie den zwei Außenläufern Philipp Henninger und Werner Feth die VfR-Defensive. Waldhof wurde Meister und der VfR rangierte mit vier Punkten Rückstand auf dem Vizemeisterplatz. In der folgenden Runde, 1937/38, feierte der VfR mit der Standardläuferreihe Henninger-Kamenzin-Feth den zweiten Gewinn der Gaumeisterschaft. Hauptrivale war in dieser Runde aber der 1. FC Pforzheim. Im letzten Rundenspiel setzten sich die blau-weiß-roten Rasenspieler vor 20.000 Zuschauern gegen den „Club“ aus Pforzheim mit einem 1:0-Heimerfolg durch und entschieden damit das Meisterschaftsrennen. Auch hier bildeten Conrad und Rößling das Verteidigerpaar und in der Läuferreihe war der neue Meister mit Henninger, Kamenzin und Feth aufgelaufen und hatten im Verbund die Mannen um den zweimaligen Nationalstürmer Erich Fischer in Schach gehalten. In den Endrundenspielen um die deutsche Fußballmeisterschaft spielte der Gaumeister aus Baden gegen den FC Schalke 04, Berliner Sport-Verein 92 und Sport-Verein Dessau 05. Herausragend für Kamenzin und seine Mannschaftskollegen wurde der 2:1-Auswärtserfolg am 18. April 1938 vor 40.000 Zuschauern in der Glückauf-Kampfbahn nach Toren von Anton Lutz (73.) und Karl Striebinger (81.), als die VfR-Abwehr mit großer Qualität den Schalke-Angriff mit Ernst Kalwitzki, Fritz Szepan, Ernst Poertgen, Ernst Kuzorra und Willi Mecke bekämpfte. Das Rückspiel endete am 30. April vor 34.000 Zuschauern 2:2 remis. Punktgleich mit Schalke 04, beide Mannschaften erreichten 8:4 Punkte, belegte der VfR Mannheim durch das schlechtere Torverhältnis den undankbaren zweiten Gruppenrang.
In der folgenden Runde 1938/39, Kamenzin hat laut Ebner aber nur an einem Gauligaspiel teilnehmen können, gelang mit dem neuen Trainer Hans „Bumbes“ Schmidt die Titelverteidigung in der Gauliga Baden. In der Endrunde um die deutsche Meisterschaft konnte der VfR aber 1939 nicht an seine gewohnte Konstanz anschließen und verlor beide Spiele gegen die Stuttgarter Kickers (2:3, 1:4) und vor allem das Rückspiel bei Admira Wien am 14. Mai klar mit 3:8 Toren. Der VfR Mannheim belegte mit 5:7 Punkten den dritten Gruppenplatz und das Fehlen des Chefs der Abwehr, Otto Kamenzin, hatte sich deutlich bemerkbar gemacht.
Durch den am 1. September 1939 ausgebrochenen Zweiten Weltkrieg wurden die Bedingungen natürlich auch im Sportbetrieb in Mitleidenschaft gezogen. Von Verein zu Verein zwar im Umfang und der Intensität verschieden, aber Fronteinsätze, Gefallene, Verpflegungssituation und später die Fliegerangriffe, setzten dem geordneten Spielbetrieb mehr und mehr zu, verhinderten oftmals einen Rundenverlauf unter annähernd gleichen Rahmenbedingungen. Kriegsbedingt wurde die Gauliga Baden 1939/40 in drei Gruppen (Nord, Mitte, Süd) geteilt und der Startschuss erfolgte am 19. November 1939. In den Gruppenspielen der Nordgruppe wurden vom VfR laut Ebner zehn Spiele mit 16:4 Punkten ausgetragen. Laut der Auflistung der Spieleinsätze von Ebner waren von den Leistungsträgern lediglich Philipp Rohr und Torhüter Karl Vetter in allen zehn Spielen dabei, es folgten Werner Feth und Kamenzin mit acht Einsätzen. Danach dünnte es deutlich aus: Eugen Rößling und Richard Spindler mit je drei Spielen, Albert Conrad und Philipp Henninger mit lediglich je einem Einsatz und gar nicht zur Verfügung standen in der ersten vollen Kriegsrunde die zwei Angreifer Anton Lutz und Karl Striebinger (die Sturmlegende hatte sich in einem Auswahlspiel am 12. November 1939 das Schienbein gebrochen). Kurt Langenbein hielt aber in der Offensive die Fahne für den VfR hoch und eroberte sich mit 15 Toren in neun Spielen die Torjägerkrone. In der Endrunde um die badische Meisterschaft belegte der VfR mit 11:9 Punkten den 3. Rang; Kamenzin hatte in sechs Spielen mitgewirkt, darunter auch am 14. April 1930 beim Auswärtsspiel gegen den 1. FC 08 Birkenfeld, wo er laut Ebner sein letztes Spiel für den VfR Mannheim bestritt. Insgesamt werden für Kamenzin von 1933 bis 1940 in der Gauliga Baden 96 Ligaspiele notiert.

### Wilhelmshaven
Der 1940 zur Marine nach Wilhelmshaven eingerückte Mannheimer debütierte für die Nullfünfer am 9. März 1941 als Ersatz für Nationalspieler Paul Janes gegen ASV Blumenthal (6:3). Anschließend taucht er wochenlang nicht wieder auf, erst in der 4. regionalen Pokalrunde gegen Eimsbüttel (0:2) ist er am 8. Juni desselben Jahres wieder im Team. Kamenzin kam am 16. Mai 1943 beim Meister der Gauliga Weser-Ems 1942/43, der SpVgg Wilhelmshaven, in der Endrunde um die deutsche Fußballmeisterschaft gegen den FC Schalke 04 zum Einsatz. An der Seite von Mitspielern wie Karl Barufka und Erich Ebeling wurde das Spiel in Gelsenkirchen mit 1:4 verloren.
Der zweifache Familienvater war im zivilen Leben als kaufmännischer Angestellter beim Verein deutscher Oelfabriken (VDO) in Mannheim beschäftigt gewesen. Am 23. Januar 1944 kam Otto Kamenzin durch einen Unglücksfall in Wilhelmshaven ums Leben. Auf dem Weg zu einem Fußballspiel verlor er durch aufpeitschenden Sturm das Gleichgewicht, fiel unglücklich mit dem Kopf gegen einen Felsen, verlor das Bewusstsein und wurde durch den stürmischen Wellengang ins Meer gespült. Erst Tage später konnte man seinen Leichnam bergen und in Wilhelmshaven bestatten.